# Магомедов, Магомедрасул Абдурахманович
Магомедрасул Абдурахманович Магомедов (26 июня 1999) — российский тайбоксер. Призёр чемпионатов России. Кандидат в мастера спорта России.

## Карьера
Является воспитанником хасавюртовской спортивной школы имени Мавлета Батирова, занимается под руководством Магомедрасула Алисултанова. В июле 2018 года в Праге завоевал серебряную награду Первенства Европы. В марте 2022 года в Улан-Удэ завоевал бронзовую медаль чемпионата России. В марте 2023 года в Магнитогорске стал бронзовым призёром чемпионата России.

## Достижения
- Чемпионат России по тайскому боксу 2022 — ;
- Чемпионат России по тайскому боксу 2023 — ;